# Liste der Einträge im National Register of Historic Places im Anderson County (Tennessee)

Lage des Anderson County in Tennessee

Die Liste der Einträge im National Register of Historic Places im Anderson County in Tennessee führt alle Bauwerke und historischen Stätten im Anderson County auf, die in das National Register of Historic Places aufgenommen wurden.

## Legende
| NRHP | Historic Place    |
| HD   | Historic District |

## Aktuelle Einträge
| [ 2 ] | Name                                                  | Bild                                             | Eintragsdatum                 | Lage | Ort                    | Beschreibung |
| ----- | ----------------------------------------------------- | ------------------------------------------------ | ----------------------------- | --- | ---------------------- | --- |
| 1     | Arnwine Cabin                                         | Arnwine Cabin                                    | 16. März 1976 ID-Nr. 76001760 | TN 61 36° 10′ 53″ N, 84° 4′ 10″ W | Norris                 | Teil des Museum of Appalachia |
| 2     | Bear Creek Road Checking Station                      | Bear Creek Road Checking Station                 | 6. Mai 1992 ID-Nr. 92000411   | South Illinois Avenue Ecke Bear Creek Road 35° 59′ 57″ N, 84° 14′ 35″ W                                                              | Oak Ridge              | |
| 3     | Bethel Valley Road Checking Station                   | Bethel Valley Road Checking Station              | 6. Mai 1992 ID-Nr. 92000410   | Bethel Valley Road Ecke Scarboro Road 35° 59′ 13″ N, 84° 13′ 2″ W                                                                    | Oak Ridge              | |
| 4     | Briceville Community Church and Cemetery              | Briceville Community Church and Cemetery         | 24. Juli 2003 ID-Nr. 03000697 | TN 116 36° 10′ 43″ N, 84° 10′ 59″ W                                                                                                  | Briceville             | 1887 im neugotischen Stil errichtete Kirche |
| 5     | Cross - Boggs Place                                   |                                                  | 6. Mai 2024 ID-Nr. 100010138  | 453 Oliver Springs Highway 36° 4′ 4,8″ N, 84° 12′ 45″ W                                                                              | Clinton                | |
| 6     | Cross Mountain Miners' Circle                         | Cross Mountain Miners' Circle                    | 6. Mai 2006 ID-Nr. 06000134   | Circle Cemetery Lane 36° 10′ 26″ N, 84° 11′ 11″ W                                                                                    | Briceville             | 1911 angelegter Gedenkfriedhof der Opfer der Bergwerkskatastrophe in der Cross Mountain Mine                                                              |
| 7     | Daugherty Furniture Building                          | Daugherty Furniture Building                     | 2010 ID-Nr. 10000936          | 307 North Main Street 36° 6′ 9″ N, 84° 7′ 55″ W                                                                                      | Clinton                | 1942 errichtetes Möbelhaus |
| 8     | Edwards-Fowler House                                  |                                                  | 1975 ID-Nr. 75001726          | Dutch Valley Road 36° 10′ 18″ N, 84° 10′ 3″ W                                                                                        | Rocky Top              | |
| 9     | Fort Anderson on Militia Hill                         | Fort Anderson on Militia Hill                    | 2011 ID-Nr. 11000830          | Vowell Mountain Road 36° 12′ 56,3″ N, 84° 10′ 31,7″ W                                                                                | Westlich von Rocky Top | Garnison der Tennessee-Miliz während des Coal Creek War (1891–1892), einem Aufstand der Minenarbeiter gegen den Einsatz von Sträflingen in den Kohleminen |
| 10    | Fraterville Miners' Circle                            | Fraterville Miners' Circle                       | 2005 ID-Nr. 04001459          | Leach Cemetery Lane 36° 12′ 39″ N, 84° 8′ 25″ W                                                                                      | Fraterville            | 1902 angelegter Gedenkfriedhof der Opfer der Bergwerkskatastrophe in der Fraterville Mine                                                                 |
| 11    | Freels Cabin                                          | Freels Cabin                                     | 1992 ID-Nr. 92000407          | Freels Bend Road 35° 57′ 48″ N, 84° 13′ 25″ W                                                                                        | Oak Ridge              | |
| 12    | J. B. Jones House                                     | J. B. Jones House                                | 1991 ID-Nr. 19910905          | Old Edgemoor Road zwischen Bethel Valley Road und dem Melton Hill Lake 36° 0′ 33″ N, 84° 10′ 9″ W                                    | Oak Ridge              | |
| 13    | Green McAdoo School                                   | Green McAdoo School                              | 2005 ID-Nr. 05001218          | 101 School Street 36° 6′ 16″ N, 84° 8′ 24″ W                                                                                         | Clinton                | 1935 errichtetes Schulgebäude; heute Museum und Kulturzentrum                                                                                             |
| 14    | Norris Dam State Park Rustic Cabins Historic District | weitere Bilder                                   | 25. Juli 2014 ID-Nr. 14000446 | 125 Village Green Circle 36° 13′ 32,2″ N, 84° 5′ 9,6″ W                                                                              | Rocky Top              | |
| 15    | Norris District                                       | Norris District                                  | 1975 ID-Nr. 75001727          | Stadtzentrum von Norris; entlang des US 441 36° 11′ 47″ N, 84° 4′ 8″ W                                                               | Norris                 | 1933–1934 planmäßig angelegte Stadt |
| 16    | Norris Hydroelectric Project                          | weitere Bilder                                   | 12. Apr. 2016 ID-Nr. 16000165 | 300 Powerhouse Way 36° 13′ 27″ N, 84° 5′ 32″ W                                                                                       | Norris                 | |
| 17    | Oak Ridge Historic District                           | Oak Ridge Historic District                      | 1991 ID-Nr. 91001109          | Abgegrenzt durch East Drive, West Outer Drive, Louisiana Avenue und Tennessee Avenue 36° 1′ 41″ N, 84° 15′ 10″ W                     | Oak Ridge              | 1942 nach Entwürfen des Architekturbüros Skidmore, Owings and Merrill vom US Army Corps of Engineers für das Manhattan-Projekt errichtete Stadt           |
| 18    | Oliver Springs Banking Company                        | Oliver Springs Banking Company                   | 1992 ID-Nr. 92000357          | 110 East Tri County Boulevard 36° 2′ 43″ N, 84° 20′ 23″ W                                                                            | Oliver Springs         | |
| 19    | Ritz Theatre and Hoskins Rexall Drug Store No. 2      | Ritz Theatre and Hoskins Rexall Drug Store No. 2 | 1998 ID-Nr. 98001446          | 111-121 North Main Street 36° 6′ 0″ N, 84° 7′ 59″ W                                                                                  | Clinton                | 1947 als Teil der Hoskins Stores eröffnete Drogerie und Apotheke                                                                                          |
| 20    | Woodland-Scarboro Historic District                   | Woodland-Scarboro Historic District              | 1991 ID-Nr. 91001106          | Abgegrenzt durch Rutgers Avenue, Lafayette Drive, Benedict Avenue, Wilberforce Avenue und Illinois Avenue 36° 0′ 16″ N, 84° 15′ 6″ W | Oak Ridge              | |

## Ehemalige Einträge
| [ 2 ] | Name                 | Bild                 | Eintragsdatum        | Lage                                               | Ort       | Beschreibung                                                              |
| ----- | -------------------- | -------------------- | -------------------- | -------------------------------------------------- | --------- | ------------------------------------------------------------------------- |
| 1     | Luther Brannon House | Luther Brannon House | 1991 ID-Nr. 91001108 | 151 Oak Ridge Turnpike 36° 2′ 40″ N, 84° 12′ 34″ W | Oak Ridge | 1942 im Bungalowstil errichtetes Wohnhaus, wurde im Jahr 2021 abgerissen. |